# Chris Verkaik
Cornelis Christiaan "Chris" Verkaik (Amsterdam, 14 februari 1958) is een voormalig Nederlands voetballer. Hij stond onder contract bij Ajax, Haarlem, SVV en AZ '67.